# BMW 507

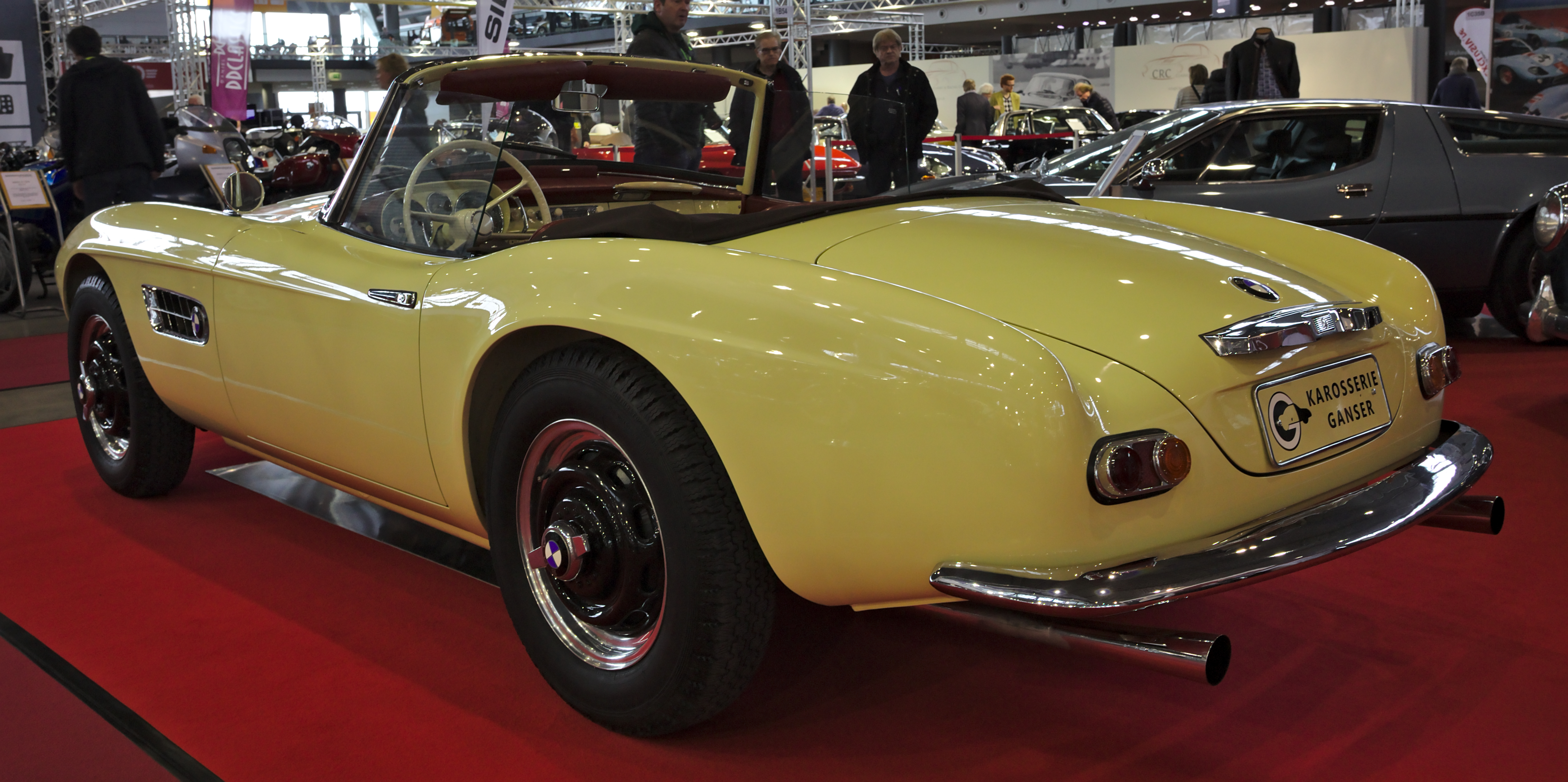
Pohled zezadu

BMW 507 byl roadster vyráběný automobilkou BMW v letech 1955 až 1959.
Vůz vznikl ve snaze automobilky BMW o vytvoření své vlajkové lodi, která by podpořila
odbyt na trhu hlavně ve Spojených státech. Vůz se poprvé objevil v roce 1955 podle návrhu německého návrháře žijícího v USA Albrechta Goertze. Ten se nejvíce proslavil návrhem Datsunu/Nissanu 240Z, který se mezi lety 1969 a 1975 stal nejprodávanějším vozem značky. Typ 507 se vyráběl pouze 4 roky od roku 1955 do roku 1959. Z výrobní linky sjelo pouze něco málo přes 250 exemplářů.
Na tomto vozidle je asi nejvíce oceňován jeho vzhled. Štíhlý roadster s nízkými boky se okamžitě
stal učebnicovým příkladem čistoty a elegance. Typ 507 se zařadil do třídy supersportovních vozů,
kam patřil také jeho největší konkurent Mercedes-Benz 300 SL. Boj však prohrálo, protože se
jednalo spíše o soukromé sportovní vozidlo než o vůz pro pravé řidiče. Řízení vozu nikdy nepatřilo
k silným stránkám tohoto vozu. Ovládal se spíše jako luxusní sedan než supersportovní automobil.
Kvůli tomuto nedostatku se ručně vyráběný vůz nikdy nestal oblíbeným a prodalo se ho pouze 253 kusů.
Vozidlo ovšem nebylo vůbec pomalé. Pohon obstarával vidlicový osmiválec o objemu 3,2 litru s výkonem 150 koní a maximální rychlostí 225 km/h. Z 0 na 100 km/h vůz akceleroval za 9 sekund. Během čtyř let výroby byl původního model zdokonalen - výkon se zvýšil o pětinu na 180 koní.

## BMW 507 (1957) Elvise Presleyho
Elvis Presley si BMW 507 koupil za svojí služby v
americké armádě, když právě sloužil v Německu. Vozidlo si koupil v Mnichově v
roce 1958, kde bylo vystaveno jako ukázkový vůz. Po výstavě sloužilo jako
testovací vůz, novinářské vozidlo a někdy i závodní vůz. Předtím, než se
dostalo do rukou Presleyho, dostalo BMW nové čelní sklo, převodovku a motor.
Vzhledem k předcházející historii ho Elvis koupil s výraznou slevou – za 3 750 USD.

## Parametry
- Délka: 4380 mm
- Šířka: 1650 mm
- Rozvor náprav: 2840
- Pohotovostní hmotnost:
- Motor: osmiválec 3,2l
- Nejvyšší výkon: 112 kW[1]
- Převodovka: čtyřstupňová manuální
- Pohon: zadní kola
- Nejvyšší rychlost: 200 km/h[1]
- Zrychlení z 0 na 96 km/h: 8,8 s[1]